# Lygodium cubense
Lygodium cubense là một loài dương xỉ trong họ Lygodiaceae. Loài này được Kunth mô tả khoa học đầu tiên năm 1815.
Danh pháp khoa học của loài này chưa được làm sáng tỏ. 